# Moosburgi Bertold
Moosburgi Bertold (latinul: Bertoldus de Morsburch), (? – 1361 után) középkori német filozófus és teológus.
Domonkos-rendi szerzetes volt, és egy nagy terjedelmű Expositio in Elementationem Theologicam Procli című, Proklosz filozófiáját átvevő írás maradt fenn utána. A mű többek közt Freibergi Dietrich és Strassburgi Ulrik tanításait is átveszi, magát a művet pedig Nicolaus Cusanus méltatta elismerően De docta ignorantiájában.